# Geotrupes koltzei
Geotrupes koltzei — вид жуков из подсемейства Geotrupinae, семейства Навозники-землерои.

## Распространение
В бывшем СССР встречается в Хабаровской, Амурской, Приморской и Сахалинской областях, на южных Курильских островах, в Читинской области и в Бурятской АССР. Также встречается в Японии.

## Описание
Жук в длину достигает 16—29 мм. Нижний край второго сегмента булавы усиков тоньше верхнего края; при взгляде на булаву с нижней стороны он частично раскрыт между первым и вторым члеником. Третий от вершины боковой зубец (фиолетово-синий, изредка чёрно-зелёный) передней голени самца загнут вниз; угол между ним и боковыми зубцами острый; средние и задние голени имеет три поперечные кили.